# (100786) 1998 FZ69
(100786) 1998 FZ69 es un asteroide perteneciente al cinturón de asteroides descubierto el 20 de marzo de 1998 por el equipo del Lincoln Near-Earth Asteroid Research desde el Laboratorio Lincoln, Socorro, Nuevo México, Estados Unidos.

## Designación y nombre
Designado provisionalmente como 1998 FZ69.

## Características orbitales
1998 FZ69 está situado a una distancia media del Sol de 2,310 ua, pudiendo alejarse hasta 2,731 ua y acercarse hasta 1,889 ua. Su excentricidad es 0,182 y la inclinación orbital 5,985 grados. Emplea 1282,50 días en completar una órbita alrededor del Sol.

## Características físicas
La magnitud absoluta de 1998 FZ69 es 16,5. 